# Fluorid neodymnatý
Fluorid neodymnatý je anorganická sloučenina s chemickým vzorcem NdF2.

## Příprava
Fluorid neodymnatý lze připravit šokovým stlačením fluoridu neodymitého a neodymu při teplotě 1000 °C a tlaku nad 200 kbar:
2 NdF3 + Nd → 3 NdF2
Lze jej také připravit reakcí v eutektiku neodymu a fluoridu lithného s fluoridem neodymitým při teplotě 1100 °C.